# Apisa perversa
Apisa perversa là một loài bướm đêm thuộc phân họ Arctiinae, họ Erebidae.